# Степновское сельское поселение (Николаевский район)
Степно́вское се́льское поселе́ние — муниципальное образование в составе Николаевского района Волгоградской области.
Административный центр — посёлок Степновский.

## История
В начале XX века на территории поселка Степновский находились лишь отдельные хутора. На месте поселка Степновский был хуторок зажиточного мужика Грицуты Николая Павловича. Он имел две коровы и пару лошадей. Старший его сын Егор занимался кузнечным ремеслом. Семья жила в небольшом деревянном доме, рядом была саманная летняя кухня и кузница из плетня, на углу сада был амбар.
       Одно из первых в нашем районе «Товарищество по совместной обработке земли» было создано в Ясной Поляне. Оно объединяло 20 крестьянских хозяйств.
       В ноябре 1929 года в Николаевске было собрание, куда съехались представители «Товарищества», т.е. кооперативов, хуторов, поселков.  Всего в Николаевском районе сформировали 5 колхозов. На собрании присутствовали двадцатипятитысячники из Питера.
1. Колхоз им. С.М. Буденного /с. Политотдельское, Молчановка, Бережновка, Левчуновка/.
2. Колхоз «Двигатель» /Комсомолец, все земли до Кислово, Солодушино и Очкуровки/.
3. Колхоз  «Путь к коммунизму» /Ясная поляна, Ленинец, Ильичевка, Рулевой/.
4. Колхоз «Новый Быт» /Красногвардеец, Барановка/.
5. Совхоз 55-й /с/з Николаевский, Вербенский/.

       На этом собрании также разбили на участки все земли каждого колхоза. В колхозе «Путь к коммунизму» было 5 участков.
1. «Красный пахарь»   /п. Рулевой/
2. «Черевичкин хутор»  /за Крючковым лиманом, где стояли гурты/
3. «Грицутин сад»  /п.Степновский/
4. Хутор Половинко  /Ильичевка/
5. Хутор Луценко  /п.Ленинец/

      Весной 1930 г. для колхоза дали заграничный трактор «Интер» и движок «Лифт». Председателем колхоза был двадцатипятитысячник Долиндорф, секретарем парторганизации Ватагин, секретарем комсомольской организации Зеленцов Анатолий Евгеньевич.
       До 1933 года на территории поселка Степновский не было построек, кроме хутора Грицуты.  В 1933 году сюда перетащили амбар, построили мастерские, сделали новую саманную кузницу.  Начали из других хуторов перевозить сюда дома. Самым первым был перевезен дом, где долгое время была ветлечебница  /в настоящее время дом не сохранился/. Он стал общежитием для мастеровых людей. Второй дом – дом Цымбалова Н.И. /ул. Почтовая 8/, третий дом привезли и поставили, где потом долгое время была контора правления колхоза, детские ясли, изба-читальня. Потом стали строить дома по ул. Почтовой  / Ткаченко М.С., Пилипенко Г.С./
В этом же 1933 году третий участок / Грицутин сад/ выделен в самостоятельный колхоз имени Крупской Н.К.
В 1935 году был образован СТЕПНОВСКИЙ СЕЛЬСКИЙ СОВЕТ, первым председателем, которого был Черепок Павел Григорьевич. В разное время председателем сельского Совета были:
- Погорелов Петр Яковлевич
- Савельченко Василий Семенович
- Осыченко Андрей Александрович
- Панченко Василий Петрович
- Чередниченко Григорий Яковлевич
- Осьмаков Виктор Федорович
- Артемова Римма Яковлевна
- Сафронова Клавдия Алексеевна
- Иванов Анатолий Николаевич
- Калинина Наталья Дмитриевна
- Мерзляков Леонид Дмитриевич
- Комаров Александр Борисович

В 30-е годы Совет обслуживал колхозы «Путь Ильича», им. Крупской, Рулевой, п. Кумысный.
Назвать село СТЕПНОЕ предложил главный агроном т. Крищенко, а председатель Совета Черепок П.Г. добился в исполкоме утверждения этого названия.
В 1935 году в мае отделили от Николаевской МТС часть техники, были созданы еще 2 МТС Барано-Вербенская и Степновская.  Первым директором  МТС был назначен ШПАК ИВАН АЛЕКСЕЕВИЧ, инженером – НЕФЕДОВ АЛЕКСАНДР СПИРИДОНОВИЧ, главным агрономом КРИЩЕНКО. В июле пришли первые 10 тракторов, а к концу года было уже 20 тракторов СТЗ /Сталинградский тракторный завод/ - первенца 1-й пятилетки.  К 1936 году было 40 тракторов и 4 комбайна.
Степновская МТС обслуживала колхозы им. Крупской, «Путь Ильича», им. Кирова, «Новый Быт», «Красногвардеец».  Для обслуживания этих хозяйств были созданы 6 бригад. Первым бригадиром тракторного отряда в к-зе им. Крупской был ПУСТОВОЙ КОНСТАНТИН МИХАЙЛОВИЧ. В бригаде было 3 трактора, 6 трактористов, учетчик, пом. бригадира, кухарка, 2 подвозчика горючего, 6 прицепщиков.
В 1937 году всем колхозникам были выделены автомашины-полуторки, по одной машине в колхоз.  Продолжалось строительство поселка. Были построены дома для рабочих МТС, уже стали просматриваться улицы поселка.
В 1938 году открылся первый магазин. Продавец – Черевичко А. И. В 1940 году открылся медпункт. Фельдшер – Быкова А. И.  В 1956 году построили больницу. С 1953 года в селе работал бессменный врач  Костырин Алексей Иванович.
В 1937 году открылась Степновская семилетняя школа. Первый директор – Сосницкий Иван Яковлевич. В разное время в школе работали учителями: Шелекета Р. С., Бахтиенко Т. И., Михайловский В. П.  9 лет бессменно директором работал Крахмалев Николай Михайлович,  в течение 15 лет – Бахтиенко Н. А., Непокрытый В. И., Новиков А. В.
В 1974 году в селе открылась Степновская средняя школа в новом построенном двухэтажном здании на краю села.  
В 30-40 годы в селе под избу-читальню, клуб отдавались здания, где была контора  и только в 1951 году правлением колхоза им. Крупской было передано сельсовету здание под клуб на 5 лет в аренду, но в этом здании клуб просуществовал до 1967г.
К 50-летию образования Советской власти в селе был открыт новый типовой Дом   культуры – 7 ноября 1967 года. В разное время завклубами работали жители поселка: Осьмак А.П., Гурбенко Д.П., Осыченко Р.А., Косенко А.А., Волченко Н.А.,Глинский Н.А.  С 1974 года директором ДК работает Мишакина Валентина Алексеевна.
Мирный труд нашего народа был нарушен вероломным нашествием гитлеровских  полчищ. Из Степновского сельского Совета на фронт ушло 113 человек. Вернулось 73  человека. В 1980 году был открыт Памятник погибшим воинам землякам.
В 1952 году произошло укрепление колхозов. Во вновь организованный колхоз «Путь к коммунизму» вошли колхозы им. Крупской, Новый - Быт, Рулевой. Председателем укрупненного колхоза был избран Половко Иван Иванович.
В 1954 году начали поднимать целинные земли.
В 1956 году техника из МТС была передана колхозам, было построено каменное здание конторы колхоза.
С 1965 года началось строительство Государственной Оросительной системы Заволжье. Это была комсомольская стройка. Были созданы механизированные колонны. Одна из них находилась в п. Степновский.  За счет переселения увеличилось население поселка. Были построены новые улицы: Брянская, Восточная и две улицы на северной окраине поселка.
В 1969 году на базе колхоза «Путь к коммунизму» создается совхоз «Путь к коммунизму».   К концу 80 годов с/з «Путь к коммунизму» стал крупным отраслевым хозяйством. В хозяйстве было 12400 га пахотной земли, из нее 3251 га орошаемых, хозяйство имело 121 трактор, 83 автомашины, 55 зерновых комбайнов,  4 силосоуборочных,  104 сеялки, 36 плугов.   В совхозе имелось 3500 голов КРС, в т.ч.1400 коров, овец 15000 голов.  На территории Степновского сельсовета проживало 1757 человек.  С каждым годом росло благосостояние поселков. Жители имели благоустроенные дома с приусадебными участками, в личном пользовании автомашины, мотоциклы, телевизоры и многое другое.
В 1989 году стали применяться различные формы хозяйствования. Совхоз «Путь к коммунизму» в 1992 году был реорганизован в АОЗТ «Степновское», все члены общества стали совладельцами имущественных и земельных паев. Многие рабочие вышли из состава хозяйства, решив заниматься фермерством, через несколько лет хозяйство снова переименовывают в сельскохозяйственный кооператив /СПК/, но люди столкнулись с проблемами, о которых раньше  и не подозревали.
В 2002 году в связи с банкротством, хозяйство было продано крестьянскому хозяйству М.Т.Ханбахадова и получило название ЗАО /закрытое акционерное общество/ «Прогресс».
Степновское сельское поселение Николаевского муниципального района  расположено в центре района. От районного центра п.Степновский удален на  50 километров и связан с ним асфальтированной дорогой.  В настоящее время этот населенный пункт является центром Степновского сельского поселения. В состав поселения  кроме п.Степновский входит еще и  п. Рулевой. На их территории  в настоящее проживает 1489 человек. Общая площадь территории Степновского сельского поселения составляет 19482 га, в т.ч. площадь в черте населенных пунктов 405  га.  На территории поселения преобладает фермерские хозяйства, основными направлениями, которых является растениеводство,   выращивание в основном бахчевых и зерновых культур.
Степновское сельское поселение образовано 14 февраля 2005 года в соответствии с Законом Волгоградской области № 1005-ОД.
На территории Степновского сельского поселения имеется все социальные объекты: 2 школы,  6 магазинов,  2 фельдшерстко-акушерских пункта,  Дом культуры,  сельский клуб, 2 библиотеки, отделение почтовой связи.  На базе  Степновского  сельского Дома  культуры создано 7  коллективов художественной самодеятельности, организованы различные кружки как для взрослых, так и для детей. 

## Население
| 2010  | 2012  | 2013  | 2014  | 2015  | 2016  | 2017  |
| ----- | ----- | ----- | ----- | ----- | ----- | ----- |
| 1480  | ↘1468 | ↘1436 | ↘1402 | ↘1399 | ↘1381 | ↗1385 |
| 2018  | 2019  | 2020  | 2021  |       |       |       |
| ↘1357 | ↘1331 | ↗1342 | ↗1347 |       |       |       |

## Состав сельского поселения
| № | Населённый пункт | Тип населённого пункта          | Население |
| - | ---------------- | ------------------------------- | --------- |
| 1 | Рулевой          | посёлок                         | 334       |
| 2 | Степновский      | посёлок, административный центр | 1146      |